# Fijn kalkkopje
Het fijn kalkkopje (Physarum flavicomum) is een slijmzwam behorend tot de familie Physaraceae. Het leeft saprotroof in naaldbossen en gemengd bos op hout.

## Kenmerken
De sporen zijn zeer fijn wrattig en meten 9 tot 10 micron in diameter. 

## Verspreiding
In Nederland komt het zeer zeldzaam voor. 